# Ligamentum sacrococcygeum anterium

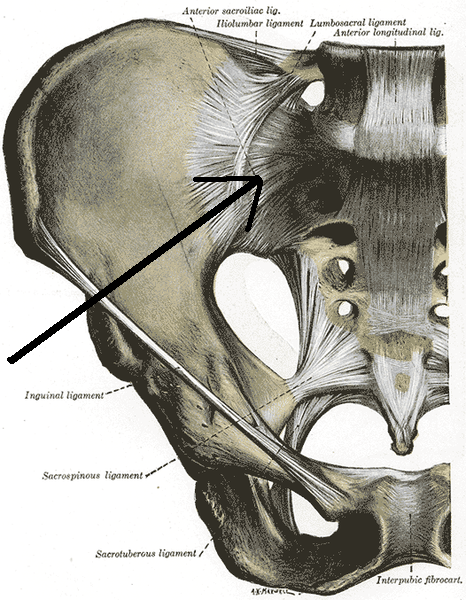
A medence és a szalagjai (a nyíl mutatja a szalagot)

A ligamentum sacrococcygeum anterium egy szalag, ami a medencénél található. A keresztcsont (os sacrum) elülső felszínéről indul ki és a farokcsontra (os coccygis) fut rá, miközben keveredik a csonthártyával.:59
E rövid szalag alkotja a ligamentum longitudinale anterior folytatását, és a symphysis sacrococcygealison át nyúlik.